# TAS2R42
TAS2R42‏ (Taste receptor type 2 member 42) هوَ بروتين يُشَفر بواسطة جين TAS2R42 في الإنسان.